# Visconde de Oleiros
Visconde de Oleiros é um título nobiliárquico criado por D. Fernando II de Portugal, Regente durante a menoridade de D. Pedro V de Portugal, por Decreto de 22 de Fevereiro de 1854, em favor de Francisco de Albuquerque Pinto Castro e Nápoles, antes 1.º Barão de Oleiros.
Titulares
1. Francisco de Albuquerque Pinto Castro e Nápoles, 1.º Barão e 1.º Visconde de Oleiros;
2. Francisco Rebelo de Albuquerque Mesquita e Castro, 2.º Visconde de Oleiros;
3. Francisco de Albuquerque Pinto Mesquita e Castro, 3.º Visconde de Oleiros.

Após a Implantação da República Portuguesa, e com o fim do sistema nobiliárquico, usou o título: 
1. Francisco Rebelo de Albuquerque, 4.º Visconde de Oleiros.